# تيم سيلفيا
تيم سيلفيا (بالإنجليزية: Tim Sylvia)‏ هو فنان قتال مختلط أمريكي، ولد في 5 مارس 1976 في إلسورث في الولايات المتحدة.

## وصلات خارجية
- الموقع الرسمي
- تيم سيلفيا على موقع يو إف سي (الإنجليزية)
- تيم سيلفيا على موقع شيردوغ (الإنجليزية)
- تيم سيلفيا على موقع Tapology.com (الإنجليزية)
- تيم سيلفيا على موقع قاعدة بيانات المصارعة على الإنترنت (الإنجليزية)
- تيم سيلفيا على موقع IMDb (الإنجليزية)
- تيم سيلفيا على موقع قاعدة بيانات الفيلم (الإنجليزية)